# TV Viana
TV Viana foi uma emissora de televisão brasileira com sede em Assis Chateaubriand, PR. Operava no canal 33 UHF hoje com transmissão via site na internet.